# Фалалеев, Павел Петрович
Павел Петрович Фалалеев (12 июня 1919 — 14 июня 1985, Москва) — советский государственный и хозяйственный деятель.

## Биография
Родился 12 июня 1919 г. в с. Почепное Дмитриевского района Курской области в крестьянской семье. В 1935 году семья переехала в г. Ялту. Трудовую деятельность начал в 1935 г. учеником слесаря, работал столяром.
После окончания Московского энергетического института в 1943 году весь его трудовой путь неразрывно связан с энергетикой и строительством энергетических объектов в различных регионах СССР.

### Послужной список
- Старший мастер монтажной конторы строительно-монтажного треста «Чирчикстрой» (1943—1944),
- старший мастер монтажного участка на строительстве ГЭС «Боз-Су» (1944—1945),
- старший инженер производственно-технического отдела монтажной конторы (1945),
- начальник монтажного участка на строительстве Фархадской ГЭС (1945—1951),
- начальник монтажного участка строительства ГЭС Ак-Кавак-1 (1951—1952),
- главный инженер управления строительства Шаариханских ГЭС треста «Средазгидроэнергострой» Главгидроэнергостроя Наркомата электростанций СССР в Ташкентской области Узбекской ССР (1953).
- С 1953 по 1955 г. — слушатель Энергетической академии министерства электростанций СССР в г. Москве.
- С 1955 по 1959 г. — заместитель главного инженера треста «Средазгидроэнергострой»
- С 1960 по 1967 г. — управляющий трестом «Узбекгидроэнергострой» Главвостокгидроэнергостроя Министерства энергетики и электрификации СССР в г. Ташкенте.
- С 1967 про 1968 г. — министр промышленности строительных материалов УзССР в г. Ташкенте.
- С 1968 по 1984 г. — первый заместитель Министра энергетики и электрификации СССР в г. Москве.

Могила Фалалеева

Умер в Москве 14 июня 1985 года. Похоронен на Кунцевском кладбище.